# Associazione Calcio Belluno 1940-1941
Questa voce raccoglie le informazioni riguardanti l'Associazione Calcio Belluno nelle competizioni ufficiali della stagione 1940-1941.

## Rosa
| N. |                   | Ruolo | Calciatore        |
| -- | ----------------- | ----- | ----------------- |
|    | Italia (bandiera) | P     | Ugo Benetti       |
|    | Italia (bandiera) | D     | Enrico Brustia    |
|    | Italia (bandiera) | D     | Umberto Catello   |
|    | Italia (bandiera) | A     | Ettore Cavazzini  |
|    | Italia (bandiera) | ?     | Luigi Conzato     |
|    | Italia (bandiera) | D     | Marco Cristofoli  |
|    | Italia (bandiera) | C     | Mario Da Rin      |
|    | Italia (bandiera) | D     | Luigi De Menech   |
|    | Italia (bandiera) | A     | Vittorio De Paoli |
|    | Italia (bandiera) | C     | Giulio Doglioni   |

| N. |                   | Ruolo | Calciatore        |
| -- | ----------------- | ----- | ----------------- |
|    | Italia (bandiera) | C     | Mario Faustini    |
|    | Italia (bandiera) | ?     | Aldo Fornasier    |
|    | Italia (bandiera) | C     | Giovanni Ghelli   |
|    | Italia (bandiera) | A     | Sergio Norcen     |
|    | Italia (bandiera) | C     | Lelio Pozzan      |
|    | Italia (bandiera) | D     | Angelo Rossa      |
|    | Italia (bandiera) | A     | Corrado Salvador  |
|    | Italia (bandiera) | A     | Ugo Turrin        |
|    | Italia (bandiera) | P     | Domenico Fattarsi |